# Кастијон ди Гар
Кастијон ди Гар (фр. Castillon-du-Gard) насеље је и општина у јужној Француској у региону Лангдок-Русијон, у департману Гар која припада префектури Ним.
По подацима из 2011. године у општини је живело 1482 становника, а густина насељености је износила 85,27 становника/km². Општина се простире на површини од 17,38 km². Налази се на средњој надморској висини од 98 метара (максималној 194 m, а минималној 17 m).

## Демографија
| 1962. | 1968. | 1975. | 1982. | 1990. | 1999. | 2011. |
| ----- | ----- | ----- | ----- | ----- | ----- | ----- |
| 434   | 468   | 589   | 716   | 759   | 943   | 1.482 |

График промене броја становника у току последњих година